# Arro (Huesca)
Arro es una localidad oscense, y antiguo municipio, perteneciente en la actualidad al municipio de Aínsa - Sobrarbe, comarca de Sobrarbe en  Aragón, España.

## Geografía
Dista 10 km de Aínsa. Situado a 610 m de altitud en una hondonada cercana al monasterio de San Victorián.

## Demografía
Tenía en 1980 50 habitantes, en 1991 43 y en 1999 36, en 2010 repuntó a 38, 20 varones y 18 mujeres.

## Historia
La primera mención de Arro es del año 1092 en la que aparece citada como Vivo al Arrao en la Colección diplomática de Pedro I de Aragón y Navarra de Antonio Ubieto Arteta. Perteneció su término al cercano monasterio de San Victorián, en 1492 era del abadiato de San Victorián y del mismo monasterio aún en 1566. Eclesiásticamente fue del obispado de Lérida hasta el año 1571, en el que pasó definitivamente al de Barbastro, como sigue siendo en la actualidad.

## Patrimonio
En la población se pueden ver dos claros ejemplos de las casas torreadas del pirineo aragonés, fruto de la intensa inseguridad vivida durante los siglos XVI, Casa Lanao y Casa la Abadía. 

### Iglesia de la Asunción

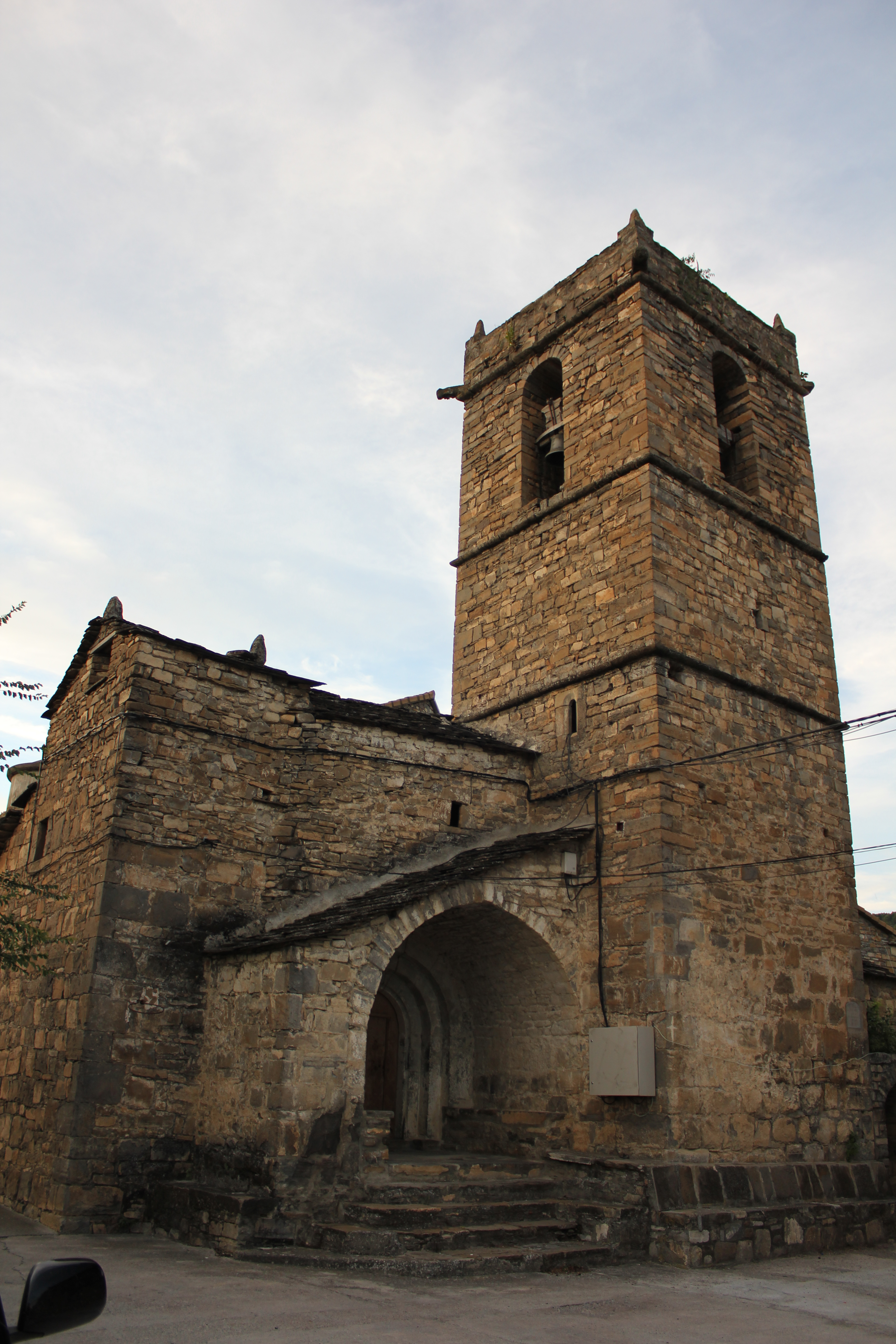
Vista general de la iglesia de la Asunción.

Iglesia de la Asunción está ubicada en el centro de la población, se trata de una construcción en sillarejo del siglo XVI con una sola nave de planta rectangular cubierta con bóveda de cañón apuntado y a la que se le adosaron dos capillas laterales. A los pies tiene un coro alto al que se accede por una escalera interior ubicada en la segunda capilla ubicada en el lado del Evangelio, también a los pies pero en el exterior se encuentra el acceso al templo bajo un arco de medio punto, con dos arquivoltas de sección rectangular bajo un pórtico cubierto por una bóveda de medio cañón.
Tiene una torre construida en mampostería y sillarejo dividido en tres cuerpos sobre la segunda capilla del lado de la Epístola.

### Ermita de los Dolores
La  Ermita de los Dolores  es una construcción de origen románico pero con gran cantidad de modificaciones del siglo XVII, entre ellos el pórtico de entrada. Se trata de un templo construido en sillarejo de una sola nave cubierta en bóveda de cañón y dividido en dos partes desiguales por un arco fajón. La cabecera, original de la construcción románica y de planta semicircular, está orientada hacia el este y se cubre con bóveda de cuarto de esfera.
En la nave se abrieron dos capillas a distinta altura aunque la capilla del lado de la Epístola está tapiada, mientras que la del Evangelio se cubre con una bóveda de medio cañón.
Actualmente sigue celebrando una romería el Viernes Santo.
En esta localidad (como en todas las poblaciones de La Fueva) se mantiene el uso de la lengua aragonesa, cuya variedad local se denomina fobano. Este dialecto local del aragonés es nexo de unión entre el aragonés chistabín, el aragonés del Sobrarbe y el aragonés ribagorzano y mantiene formas verbales mixtas sobre todo en el pretérito perfecto simple, ya que se emplea indistintamente puyé/voy puyar, cantés/vas cantar, fayón/van fer (subí, cantaste e hicieron en castellano),  siendo Arro uno de los pueblos donde estas formas verbales coexisten.

## Fiestas
- 13 de agosto, en honor de San Hipólito.[8]